# Movimento harmônico (física)
Movimento harmônico é o tipo de movimento mais simples de um movimento periódico em que a lei de variação com o tempo é uma função harmônica. Pode se dividir em simples ou complexo. O primeiro é caracterizado por possuir a aceleração do movimento proporcional ao seu deslocamento. Exemplos bem comuns do movimento harmônico simples (MHS) são dados pelas funções {\displaystyle x=Acos(\omega t+\phi )} ou {\displaystyle x=Asen(\omega t+\phi )}. Nessas funções {\displaystyle A} (de amplitude) é uma constante, {\displaystyle x(t)} é a posição do corpo em função do tempo, {\displaystyle \omega } sua velocidade angular e {\displaystyle \phi } sua constante de fase. Já o movimento harmônico complexo é um movimento de superposição linear de movimentos harmônicos simples, não necessariamente sendo periódico. 
O movimento harmônico contrapõe-se ao movimento anarmônico, que é caracterizado por ser também um movimento periódico, cuja lei de variação com o tempo, todavia, não é uma função harmônica.

## Definições
Algumas definições podem ser úteis ao realizar-se o estudo de um movimento harmônico. Por exemplo, um ciclo (ou ciclo de vibração), conclui-se após o corpo sair do repouso em sua posição de equilíbrio, atingir a posição extrema em um certo sentido do movimento e em seguida retornar a sua posição de equilíbrio novamente logo antes de alcançar a posição extrema do outro sentido do movimento. Normalmente uma revolução (deslocamento angular de {\displaystyle 2\pi }) constitui um ciclo.
A amplitude pode ser definida como o deslocamento máximo do corpo em vibração, com relação à sua posição de equilíbrio. Já o período  de oscilação é o tempo gasto para que o corpo conclua um ciclo (ou uma revolução). Normalmente é representado por {\displaystyle \tau }, sendo portanto uma proporção entre uma revolução e a velocidade angular do corpo oscilante: {\displaystyle \tau ={\frac {2\pi }{\omega }}}, onde ω é denominada frequência circular.
A frequência de oscilação é o número de ciclos que o corpo conclui em uma unidade de tempo. Sendo o inverso do período, ela pode ser representada como  {\displaystyle f={\frac {1}{\tau }}={\frac {\omega }{2\pi }}}. Neste caso, ω é denominada frequência circular para distingui-la da frequência linear {\displaystyle f={\frac {\omega }{2\pi }}}. A variável ω denota a velocidade angular do movimento cíclico; {\displaystyle f} é medida em ciclos por segundo (Hertz), enquanto ω é medida em radianos por segundo.
Se, após uma perturbação inicial, um sistema continuar a vibrar por si próprio sem a ação de forças externas, a frequência com que ele oscila é conhecida como sua frequência natural. Também é possível dizer que, um sistema vibratório com {\displaystyle n} Graus de liberdade (física) terá, em geral, {\displaystyle n} frequências naturais de vibrações distintas.
Quando dois movimentos harmônicos cujas frequências estão próximas uma da outra são somados, o movimento resultante exibe um fenômeno conhecido como batimento.
Oitava é quando o valor máximo de uma faixa de frequência é duas vezes seu valor mínimo. Por exemplo, cada uma das faixas 75–150 Hz, 150–300 Hz e 300–600 Hz pode ser denominada uma faixa de oitava. Em cada caso, diz-se que os valores máximo e mínimo de frequência, cuja razão é 2:1, diferem por uma oitava.
As várias quantidades encontradas na área de vibrações e do som (como deslocamento, velocidade, aceleração, pressão e força) são frequentemente representadas usando a notação de decibel.
Para entender melhor o conceito de ângulo de fase, considere dois movimentos vibratórios denotados por:
{\displaystyle x_{1}=A_{1}\sin(\omega t)} (Equação 1);
{\displaystyle x_{2}=A_{2}\sin(\omega t+\phi )} (Equação 2).
Os dois movimentos harmônicos dados pelas equações 1 e 2 são denominados síncronos porque têm a mesma frequência ou Velocidade angular, ω. Duas oscilações síncronas não precisam ter a mesma amplitude e não devem atingir seus valores máximos ao mesmo tempo.